# جايمي بابيت
جايمي بابيت (بالإنجليزية: Jamie Babbit) (و. 1970  م) هي كاتبة سيناريو، ومخرجة أفلام، ومنتجة أفلام، وكاتِبة أمريكية، ولدت في شاكير هايتس، أوهايو.

## التعليم
تعلمت في كلية بارنارد.

## وصلات خارجية
- جايمي بابيت على موقع IMDb (الإنجليزية)
- جايمي بابيت على موقع ألو سيني (الفرنسية)
- جايمي بابيت على موقع أول موفي (الإنجليزية)
- جايمي بابيت على موقع قاعدة بيانات الأفلام السويدية (السويدية)
- جايمي بابيت على موقع قاعدة بيانات الفيلم (الإنجليزية)
- جايمي بابيت على موقع كينوبويسك (الروسية)